# The Outlaws
The Outlaws (en hangul, 범죄도시) es una película surcoreana de acción policíaca, dirigida por Kang Yoon sung. Protagonizada por Ma Dong seok y Yoon Kye-sang.

## Sinopsis
Basada en un hecho real ocurrido en 2007, conocido como el "Incidente Heuksapa", la historia sigue una guerra territorial que crece entre una pandilla local de Garibong-dong en Guro, distrito de Seúl, y la pandilla Heuksapa de Yanbián, China; mientras la policía intenta traer paz a la zona y detener la ola de sangrientos crímenes cometidos por la pandilla china.

## Elenco

### Principal
- Ma Dong seok como Ma Seok-do: un oficial de la policía de Seúl, Unidad de Delitos, que no teme a nada. Tiene diez días para poner fin a la guerra entre pandillas en el distrito de Garibong.
- Yoon Kye-sang como Jang Chen: un notorio señor del crimen de Harbin, China, que viene a Garibong para cobrar deudas. Es conocido por desmembrar a sus oponentes.
- Jo Jae-yoon como el presidente Hwang.
- Choi Gwi-hwa como el capitán Jeon Il-man.[8]

### Secundario
- Jin Seon-kyu como Wi Seong-rak.
- Kim Sung-kyu como Yang-tae.[9]
- Heo Sung-tae como "Serpent".
- Ha Joon como Kang Hong-suk.
- Oh Min-ae como una comerciante de Garibong-dong.

### Apariciones especiales
- Cho Jin-woong  como líder regional de la unidad de investigación.
- Jung In-gi como Jefe de la Policía.
- Ye Jung-hwa.
- Yoon Joo como la prometida de Hong Kang-seok.

## Producción
El rodaje comenzó el 27 de febrero de 2017 y terminó el 19 de julio de 2017.

## Recepción
The Outlaws se estrenó en Corea del Sur el 3 de octubre de 2017. Para el 23 de octubre, recaudó US$36.3 millones de más de 5 millones de entradas. Un mes después de su lanzamiento, obtuvo 6.05 millones de admisiones, con US$44.1 millones netos. El 1 de diciembre, había llegado a 6.87 millones de entradas con un total de US$51.8 millones, convirtiéndose en la tercera mayor recaudación doméstica del año en Corea del Sur y la tercera mejor en ventas de clasificación R en cines coreanos de todos los tiempos. FInalmente quedó en quinta posición por taquilla entre las películas surcoreanas estrenadas en 2017.

## Premios y nominaciones
| Año  | Premio                                                   | Categoría                      | Nominado       | Resultado | Ref.          |
| ---- | -------------------------------------------------------- | ------------------------------ | -------------- | --------- | ------------- |
| 2017 | 37th Korean Association of Film Critics Awards           | Top 10 Películas               | The Outlaws    | Ganador   | [ 15 ]        |
| 2017 | 37th Korean Association of Film Critics Awards           | Mejor Director Nuevo           | Kang Yoon sung | Ganador   | [ 15 ]        |
| 2017 | 38 Blue Dragon Film Awards                               | Mejor Director Nuevo           | Kang Yoon sung | Nominado  | [ 16 ]        |
| 2017 | 38 Blue Dragon Film Awards                               | Mejor Logro Técnico-Acrobacias | The Outlaws    | Nominado  | [ 16 ]        |
| 2017 | 38 Blue Dragon Film Awards                               | Mejor Edición de Cine          | The Outlaws    | Nominado  | [ 16 ]        |
| 2017 | 38 Blue Dragon Film Awards                               | Mejor Actor de Reparto         | Jin Seon-kyu   | Ganador   | [ 16 ]        |
| 2018 | 9th Korea Film Reporters Association Film Awards (KOFRA) | Mejor Actor de Reparto         | Jin Seon-kyu   | Ganador   | [ 17 ]        |
| 2018 | 54 Baeksang Arts Awards                                  | Mejor Actor                    | Ma Dong-seok   | Nominado  | [ 18 ] [ 19 ] |
| 2018 | 54 Baeksang Arts Awards                                  | Mejor Actor de Reparto         | Jin Seon-kyu   | Nominado  | [ 18 ] [ 19 ] |
| 2018 | 54 Baeksang Arts Awards                                  | Mejor Actor Nuevo (Película)   | Kim Sung-kyu   | Nominado  | [ 18 ] [ 19 ] |
| 2018 | 54 Baeksang Arts Awards                                  | Mejor Actor Nuevo (Película)   | Heo Sung-tae   | Nominado  | [ 18 ] [ 19 ] |
| 2018 | 54 Baeksang Arts Awards                                  | Mejor Director Nuevo           | Kim Yoon sung  | Ganador   | [ 18 ] [ 19 ] |
| 2018 | 54 Baeksang Arts Awards                                  | Mejor Guion                    | Kim Yoon sung  | Nominado  | [ 18 ] [ 19 ] |
| 2018 | 23rd Chunsa Film Art Awards                              | Mejor Guion                    | Kim Yoon sung  | Nominado  | [ 20 ] [ 21 ] |
| 2018 | 23rd Chunsa Film Art Awards                              | Mejor Director Nuevo           | Kim Yoon sung  | Ganador   | [ 20 ] [ 21 ] |
| 2018 | 23rd Chunsa Film Art Awards                              | Mejor Actor                    | Ma Dong-seok   | Nominado  | [ 20 ] [ 21 ] |
| 2018 | 23rd Chunsa Film Art Awards                              | Mejor Actor de Reparto         | Jin Seon-kyu   | Nominado  | [ 20 ] [ 21 ] |
| 2018 | 2nd The Seoul Award                                      | Mejor Actor Nuevo (Película)   | Kim Sung-kyu   | Nominado  | [ 22 ]        |